# Arquitectura para el deporte

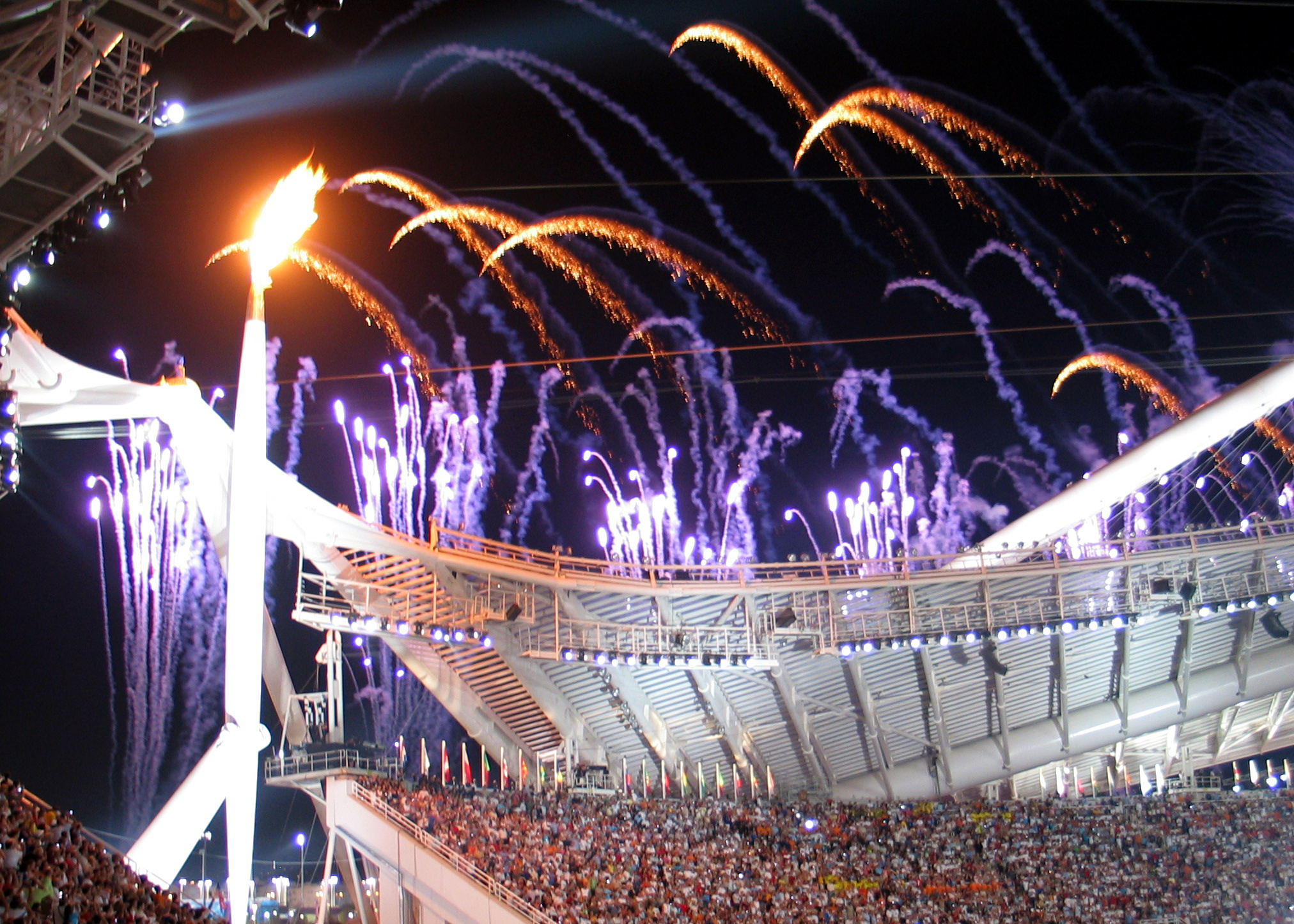
La Llama Olímpica en el Estadio Olímpico de Atenas, Grecia.

La arquitectura para el deporte comprende el diseño de espacios para la práctica de deportes y para la realización de competiciones deportivas las cuales son presenciadas por gran número de espectadores. Entre las estructuras se cuentan los estadios de fútbol y olímpicos, los pabellones deportivos, velódromos y tribunas, centros de natación y piscinas al aire libre, baños termales y balnearios, hipódromos, y pistas de carreras de autos entre otros.
Desde la antigüedad y a lo largo de las épocas el deporte y la arquitectura son dos elementos que se han conjugado. El papel que la arquitectura desempeña en la configuración de los edificios y las sociedades ha ocupado a los historiadores durante siglos. Del mismo modo, la importancia cultural, económica y política del deporte es tema de investigación.
A fines del siglo XX y comienzos del XXI el deporte se está convirtiendo en una filosofía de vida. La arquitectura deportiva se ve cada vez más como un símbolo comercial, lo que refleja una creciente cultura de grandeza principalmente inducida por los medios. En consecuencia, las estructuras construidas para eventos deportivos internacionales son efectivamente los "teatros más grandes" del siglo XXI, muy lejos de la severidad formal de los ejemplos antiguos.

## Historia

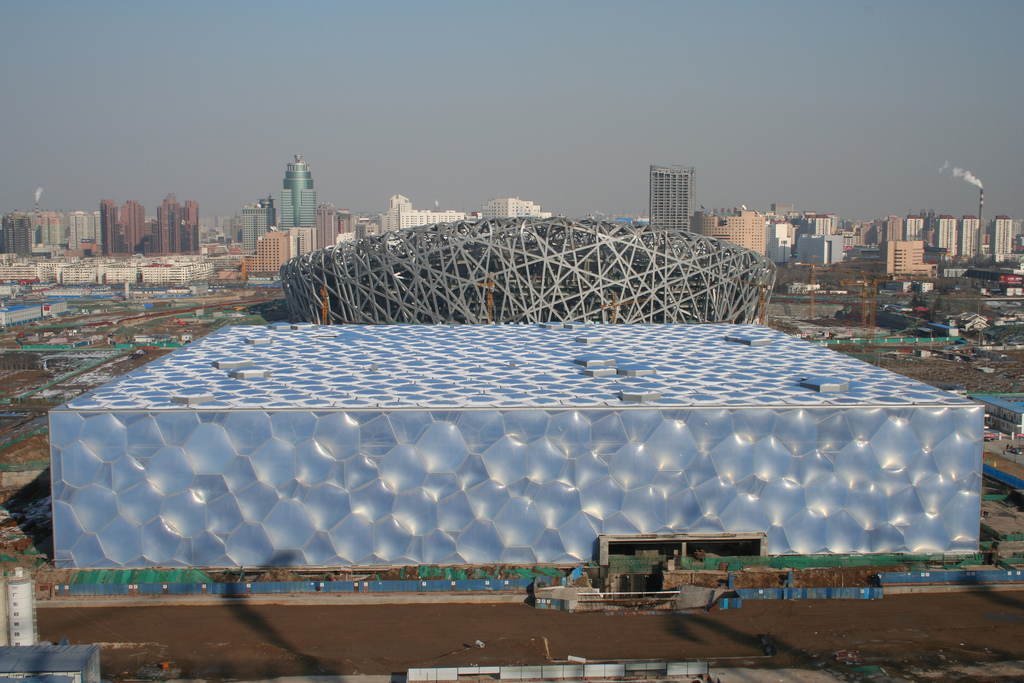
Centro Acuático Nacional de Beijing y Estadio Nacional de Beijing, construidos con motivo de los Juegos Olímpicos de Pekín 2008.

El primer estadio, fue construido en el siglo VIII a. C. alrededor de una pista de atletismo rudimentaria con forma de "U" alargada. Las líneas de partida y llegada estaban en los dos extremos y había una sola pista de 192 m de largo y 32 m de ancho. Un soporte de piedra con dos entradas separadas para los jueces y para los espectadores, que así podían ver a los atletas y alentarlos a lo largo de la competencia, se construyó a lo largo de la pista. El stand también en forma de U alargado corría a lo largo de los tres lados de la pista, dos rectilíneos y uno curvo, en el otro lado se abría al paisaje circundante. El estadio de Olimpia, cuyo modelo se replicó a medida que los Juegos se hicieron populares en toda la Grecia antigua, podía recibir unos 45,000 espectadores.
A medida que el deporte se hizo más popular, se construyeron estadios en muchas ciudades griegas junto con hipódromos. Estos tenían características y dimensiones similares pero se usaron para carreras de caballos y carros. Estas instalaciones deportivas pronto comenzaron a desempeñar papeles clave dentro de la "polis". Existen restos de estos estadios en Delfos, Éfeso y, sobre todo, en Atenas, donde en 331 a. C. se construyó el estadio Panathinaikó. Luego fue reconstruido para los primeros Juegos Olímpicos modernos de 1896 y fue renovado para los Juegos Olímpicos de Atenas 2004.

## Estadios delsigloXXyXXI
A lo largo del siglo XX al ganar impulso y aumentar la concurrencia a los Juegos Olímpicos y los Campeonatos Mundiales de Football y otros deportes, los países y ciudades huéspedes, buscaron construir conjuntos deportivos que además de su objetivo esencial de permitir el desarrollo de las competencias a la vez posibilitaran que un público muy numeroso pudiera presenciar los enfrentamientos. Por otra parte la concepción arquitectónica de los estadios y las instalaciones deportivas y de logística aledañas, fueron utilizadas como una oportunidad de mostrar las capacidades y grandiosidad de las ciudades y países, en un esfuerzo por lucir sus habilidades frente al mundo.   
Se presentan algunos estadios muy destacados por su arquitectura y concepción.

### Estadio Olímpico de Guangdong

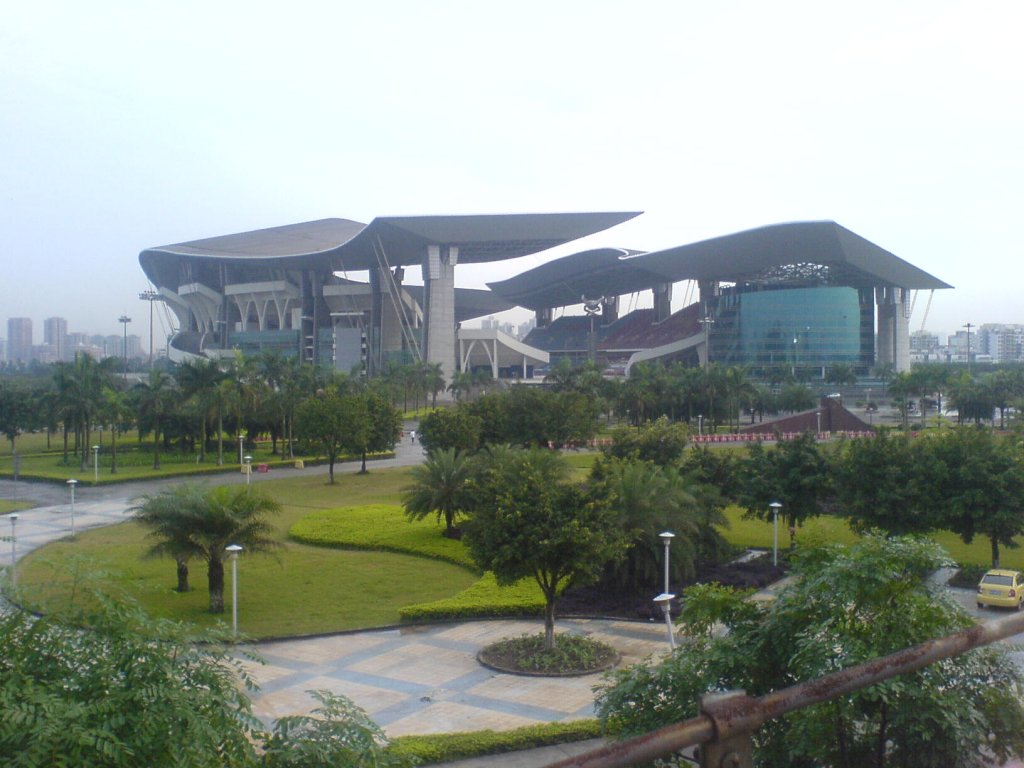
Estadio Olímpico de Guangdong, China.

Tomando el apodo de la ciudad china de Guangzhou, la Ciudad de las Flores, como inspiración, el Estadio Olímpico de Guangdong es un esfuerzo inspirador que fusionó la belleza arquitectónica con el diseño práctico. La compañía estadounidense Ellerbe Becket diseñó el estadio con un techo de protección solar que asemejara las capas de pétalos en una flor. Las compañías de diseño indicó que: "El tazón del estadio crece desde el suelo hasta un borde superior esculpido, como los pétalos de una flor. Flotando sobre el tazón hay una cinta brillante de techo que fluye como una ola sobre los asientos. Se parte en los extremos y sostiene la llama olímpica, suspendida entre las dos cintas. Posee capacidad para 80.000 espectadores. Un hotel rodea una abertura circular en el techo que forma una torre vertical de luz, que por la noche es visible a gran distancia ".

### Domo de Sapporo
Diseñado por el legendario arquitecto japonés Hiroshi Hara, el Domo de Sapporo es una clase magistral en el diseño de estadios. El domo en sí ha sido diseñado para ser un sitio atractivo de cerca o de lejos, pero también permite que los cerca de 6 m de nieve que en promedio recibe cada invierno la ciudad del norte de Japón se deslicen fácilmente del techo, disminuyendo el estrés en la estructura. Además, el domo cambia entre dos superficies completamente diferentes, para juegos de béisbol se utiliza un campo de césped artificial subyacente y mientras que para juegos de fútbol se utiliza un campo de césped que se desliza dentro y fuera del estadio según sea necesario. Su capacidad es 42000 espectadores.

### Soccer City Johannesburgo
El estadio First National Bank más conocido como "Soccer City" en la ciudad de Johannesburgo, Sudáfrica, es un muy buen ejemplo de excelente diseño aplicado a un estadio deportivo. Es la joya de la corona en el diseño de estadios africanos. El exterior del estadio ha sido diseñado para recordar la apariencia de la cerámica tradicional africana, el revestimiento asemejando un mosaico de fuego y colores de tierra con un anillo de luces que se extiende alrededor del fondo de la estructura, simulando fuego debajo de una olla. Y sin espectadores sentados a más de 100 metros del campo, no existen puntos ciegos ni con visuales restringidas. Su capacidad es 94700 espectadores.

### Estadio Nacional de Beijing

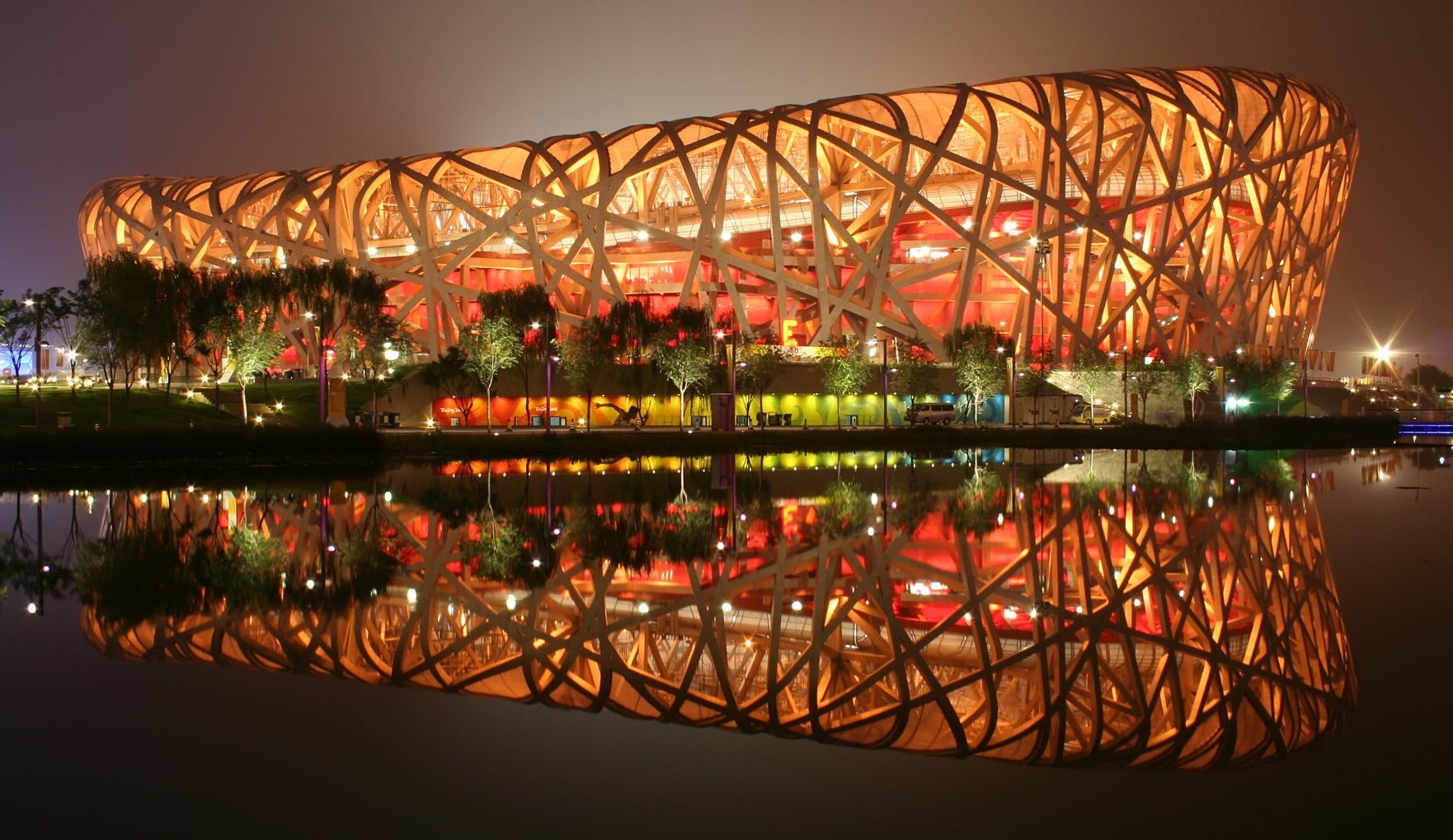
Estadio Nacional de Beijing.

El Nido de Pájaro, como se le conoce popularmente, es uno de los ejemplos más populares y aclamados del diseño contemporáneo de estadios. Diseñado y construido para los Juegos Olímpicos de 2008, el proyecto (diseñado conjuntamente por Herzog & de Meuron, el arquitecto Stefan Marbach, el artista Ai Weiwei y CADG) elimina los acabados extraños, dejando solo las estructuras de acero expuestas del proyecto, lo que da al estadio su apodo: un gran nido que abraza y cuida a los visitantes. Aunque tal vez una cuna es un mejor apodo, con esperanza y crecimiento para el futuro.